# 櫻花開時
《櫻花開時》（桜の時），日本女性創作歌手aiko的第5張單曲，於2000年2月17日發行。

## 簡介
前作《獨角仙》約3個月之後發行。
初回生產20萬張發行的單曲。因此在部分地區入手非常困難。
aiko發行的所有單曲和專輯中，唯一唱片封面不是aiko的照片，而且一副繪畫作。該繪作是aiko親自設計。
1. 櫻花開時（桜の時）
可爾必思乳酸菌飲料「CALPIS WATER」的電視廣告歌曲
2. 讓他回心轉意的方法（アイツを振り向かせる方法）
aiko學生時代的一首處女作
3. more&more
aiko學生時代與朋友自費製作的歌曲，曾收錄於專輯。重新編曲，原曲是自彈自唱
4. 櫻花開時（insturumental version）

全　作詞、作曲：AIKO；編曲：島田昌典　

## 外部連結
- 唱片介紹